# شهرستان گورودیشچنسکی (استان ولگوگراد)
شهرستان گورودیشچنسکی (به لاتین: Gorodishchensky District) یک شهرستان در روسیه است که در استان ولگوگراد واقع شده‌است.